# Vaterländischer Künstlerverein

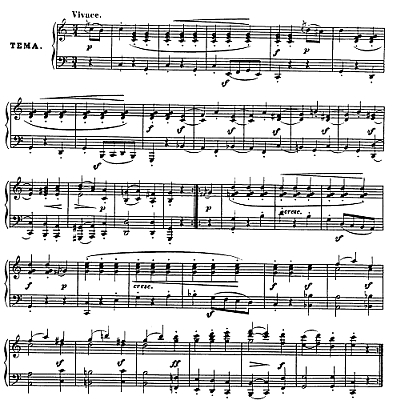
Theme of the Variations - Diabelli's Waltz

Vaterländischer Künstlerverein era una pubblicazione o un'antologia musicale collaborativa, che incorporava 83 variazioni per pianoforte su un tema di Anton Diabelli, scritto da 51 compositori che vivevano in Austria o erano legati all'Austria. Fu pubblicato in due parti nel 1823 e nel 1824, da musicisti diretti da Diabelli. Comprende le Variazioni Diabelli op. 120 di Ludwig van Beethoven (un insieme di 33 variazioni), oltre a singole variazioni di altri 50 compositori tra cui Carl Czerny, Franz Schubert, Johann Nepomuk Hummel, Ignaz Moscheles, Friedrich Kalkbrenner, Franz Liszt (di soli 12 anni all'epoca della pubblicazione) e una moltitudine di nomi meno noti tra cui un figlio di Wolfgang Amadeus Mozart e altri ormai in gran parte dimenticati.
Vaterländischer Künstlerverein ha varie traduzioni, tra cui "Associazione degli artisti patriottici", "Associazione artistica della patria", "Club della cultura patriottica", "Società degli artisti della patria", "Associazione degli artisti nazionali", "Associazione degli artisti nativi" e "Società nativa degli artisti".

## Antefatto
Nel 1819 la casa editrice viennese di Cappi & Diabelli invitò un certo numero di compositori austriaci a contribuire con una variazione ciascuno per pianoforte, su un tema scritto dallo stesso Anton Diabelli, uno dei direttori della ditta. Il tema di Diabelli viene solitamente descritto come un valzer, ma nella forma ha più il carattere di un Ländler. A Carl Czerny fu anche chiesto di provvedere a una coda come mezzo adatto per completare la collezione. Ludwig van Beethoven andò oltre il suo compito scrivendo non meno di 33 variazioni e avviò trattative con Diabelli per pubblicare il suo set separatamente dagli altri. Il primo biografo di Beethoven, Anton Schindler, scrisse che il progetto fu concepito per la prima volta nell'inverno del 1822-23, ma questo è un errore, dato che il manoscritto di Czerny è datato 7 maggio 1819 e la variazione di Franz Schubert è stata scritta nel marzo 1821. Quella di Czerny fu la prima variazione ad essere scritta e dato che scrisse anche la coda, è probabile che Diabelli lo abbia coinvolto nel progetto fin dall'inizio. È anche probabile che gli inviti siano stati inviati non molto tempo prima che i contributi di Czerny fossero scritti (maggio 1819), ma certamente non più tardi.
Non si sa esattamente cosa ci sia dietro questo progetto, a parte forse un semplice atto di auto-promozione, sia per l'azienda che per lo stesso Diabelli. I contributi combinati furono pubblicati come Vaterländischer Künstlerverein, in due parti. La prima parte fu pubblicata da Cappi & Diabelli nel giugno 1823 e consisteva nelle 33 variazioni di Beethoven (ora conosciute come Variazioni Diabelli, Op. 120), con dedica a Madame Antonie von Brentano. Quando la seconda parte fu pubblicata, i due direttori, Diabelli e Pietro Cappi si separarono e Diabelli si unì ad Anton Spina e ribattezzò la dittà Diabelli & Co. La seconda parte fu pubblicata alla fine del 1823 o all'inizio del 1824 da Diabelli & Co . e comprende le altre 50 variazioni e la coda di Czerny.
Inoltre non è noto quanti compositori furono contattati, ma 51 risposero all'invito. Alcuni nomi noti come Ignaz von Seyfried e Joseph Weigl non appaiono. Non si sa se non fossero interessati a partecipare o se non fossero nemmeno stati contattati.
A parte le 33 variazioni di Beethoven, 48 degli altri 50 compositori scrissero solo l'unica variazione richiesta. Franz Xaver Wolfgang Mozart e Gottfried Rieger scrissero due variazioni ciascuno, ma solo una delle due di ciascun compositore fu originariamente pubblicata.

## Parte I, di Beethoven
Le Variazioni Diabelli di Ludwig van Beethoven, il suo ultimo lavoro per pianoforte, è parte del canone della musica per tastiera ed è di gran lunga il volume più conosciuto. Viene spesso eseguito e registrato anche al giorno d'oggi.

## Parte II, di vari compositori
I compositori della Parte II comprendono alcuni nomi ancora oggi degni di nota, ma molti di essi sono stati dimenticati. Le variazioni erano numerate in ordine rigorosamente alfabetico secondo le convenzioni di ortografia attuali. Segue l'elenco completo:
| Numero variazione | Compositore                                                  | Date della vita | Segnatura del tempo            | Segnatura della chiave                               | Tempo                    | Numero delle battute (comprese le ripetizioni) | Sottotitolo (se c'è)                         | Commenti |
| ----------------- | ------------------------------------------------------------ | --------------- | ------------------------------ | ---------------------------------------------------- | ------------------------ | ---------------------------------------------- | -------------------------------------------- | --- |
| Tema              | Anton Diabelli                                               | 1781–1858       | {\displaystyle {\frac {3}{4}}} | Do maggiore                                          | Vivace                   | 64                                             |                                              | |
| 1                 | Ignaz Aßmayer                                                | 1790–1862       | {\displaystyle {\frac {3}{4}}} | Do maggiore                                          | Moderato                 | 64                                             |                                              | |
| 2                 | Carl Maria von Bocklet                                       | 1801–1881       | {\displaystyle {\frac {2}{4}}} | Do maggiore                                          | Vivace                   | 64                                             |                                              | Nato a Praga, ricevette raccomandazioni da Beethoven, intimo amico di Schubert e dedicatario della sonata in Re maggiore di Schubert, D. 850. |
| 3                 | Leopold Eustachius Czapek                                    | 1792–1840       | {\displaystyle {\frac {3}{8}}} | Do maggiore                                          | Vivace molto legato      | 64                                             |                                              | Un boemo, amico di Chopin |
| 4                 | Carl Czerny                                                  | 1791–1857       | {\displaystyle {\frac {3}{4}}} | Do maggiore                                          | —                        | 64                                             |                                              | |
| 5                 | Joseph Czerny                                                | 1785–1842       | {\displaystyle {\frac {3}{4}}} | Do maggiore                                          | —                        | 64                                             |                                              | Nessun rapporto con Carl Czerny |
| 6                 | Moritz Graf von Dietrichstein                                | 1775–1864       | {\displaystyle {\frac {3}{4}}} | Do maggiore                                          | Tempo vivo del Thema     | 64                                             |                                              | |
| 7                 | Joseph Drechsler                                             | 1782–1852       | {\displaystyle {\frac {3}{4}}} | Do maggiore                                          | Adagio – Allegro         | 167                                            | Quasi overture                               | |
| 8                 | Emanuel Aloys Förster                                        | 1748–1823       | {\displaystyle {\frac {3}{4}}} | Do maggiore                                          | Allegro                  | 294                                            | Capriccio                                    | Morì nel novembre 1823; la sua variazione postuma fu la sua ultima composizione. Questa variazione è la più lunga dal gruppo. |
| 9                 | Franz Jakob Freystädtler                                     | 1761–1841       | {\displaystyle {\frac {9}{8}}} | Do maggiore                                          | —                        | 64                                             |                                              | Un allievo di Wolfgang Amadeus Mozart. |
| 10                | Johann Baptist Gänsbacher                                    | 1778–1844       | {\displaystyle {\frac {3}{4}}} | Do maggiore                                          | —                        | 64                                             |                                              | Amico di Carl Maria von Weber e Giacomo Meyerbeer. |
| 11                | Joseph Gelinek ("Abbé Gelinek")                              | 1758–1825       | {\displaystyle {\frac {3}{4}}} | Do maggiore                                          | Presto                   | 128                                            |                                              | |
| 12                | Anton Halm                                                   | 1789–1872       | {\displaystyle {\frac {3}{4}}} | Do maggiore                                          | Dolce                    | 64                                             |                                              | |
| 13                | Joachim Hoffmann                                             | 1788–1856       | {\displaystyle {\frac {3}{4}}} | Do maggiore                                          | Vivo                     | 80                                             | Fugato                                       | |
| 14                | Johann Horzalka                                              | 1798–1860       | {\displaystyle {\frac {3}{4}}} | La♭ maggiore                                         | Adagio                   | 34                                             |                                              | |
| 15                | Joseph Huglmann                                              | 1768–1839       | {\displaystyle {\frac {3}{4}}} | La♭ maggiore                                         | Allegro                  | 64                                             |                                              | |
| 16                | Johann Nepomuk Hummel                                        | 1778–1837       | {\displaystyle {\frac {3}{4}}} | Do maggiore                                          | —                        | 64                                             |                                              | |
| 17                | Anselm Hüttenbrenner                                         | 1794–1868       | {\displaystyle {\frac {3}{4}}} | Do maggiore                                          | Allegro                  | 63                                             |                                              | Era in rapporti amichevoli con Beethoven e Schubert e conservò il manoscritto della Sinfonia Incompiuta di Schubert per molti anni. |
| 18                | Friedrich Kalkbrenner                                        | 1785–1849       | {\displaystyle {\frac {3}{4}}} | Do maggiore                                          | Allegro non troppo       | 64                                             |                                              | Tedesco di nascita, visse a Londra e Parigi. |
| 19                | Friedrich August Kanne                                       | 1778–1833       | {\displaystyle {\frac {3}{4}}} | Do maggiore                                          | —                        | 64                                             |                                              | |
| 20                | Joseph Kerzkowsky                                            | b. 1791         | {\displaystyle {\frac {3}{4}}} | Fa maggiore                                          | Moderato con espressione | 64                                             |                                              | Non può essere identificato con certezza; in passato era ritenuto il violinista polacco Joachim Kaczkowski. |
| 21                | Conradin Kreutzer                                            | 1780–1849       | {\displaystyle {\frac {3}{4}}} | Do maggiore                                          | Vivace                   | 64                                             |                                              | |
| 22                | Eduard Baron von Lannoy                                      | 1787–1853       | {\displaystyle {\frac {3}{4}}} | Do maggiore                                          | —                        | 64                                             |                                              | Lannoy era un aristocratico dilettante. |
| 23                | Maximilian Joseph Leidesdorf                                 | 1787–1840       | {\displaystyle {\frac {3}{4}}} | Do maggiore                                          | Vivace                   | 64                                             |                                              | Come Diabelli, anche un editore. |
| 24                | Franz Liszt                                                  | 1811–1886       | {\displaystyle {\frac {2}{4}}} | Do minore                                            | Allegro                  | 64                                             |                                              | Vedi ''Variazione su un valzer di Diabelli, S. 147''. Aveva solo 7 anni quando Diabelli inviò i suoi inviti e ne aveva solo 12 quando Vaterländischer Künstlerverein fu pubblicato. È molto probabile che, essendo così giovane, non fosse nella lista degli inviti di Diabelli, ma che Carl Czerny, il suo insegnante, abbia organizzato il suo inserimento. |
| 25                | Joseph Mayseder                                              | 1789–1863       | {\displaystyle {\frac {3}{4}}} | Do maggiore                                          | Allegro                  | 64                                             |                                              | Violinista, membro del Quartetto d'archi Schuppanzigh. |
| 26                | Ignaz Moscheles                                              | 1794–1870       | {\displaystyle {\frac {3}{4}}} | Do maggiore                                          | —                        | 64                                             |                                              | |
| 27                | Ignaz Franz Edler von Mosel                                  | 1772–1844       | {\displaystyle {\frac {3}{4}}} | Do maggiore                                          | —                        | 64                                             |                                              | Custode della Biblioteca nazionale austriaca. |
| 28                | "Wolfgang Amadeus Mozart fils" (Franz Xaver Wolfgang Mozart) | 1791–1844       | {\displaystyle {\frac {3}{4}}} | Do maggiore                                          | Con fuoco                | 64                                             |                                              | Era un figlio di Wolfgang Amadeus Mozart. Scrisse due variazioni, una delle quali è stata pubblicata; la seconda appare nelle edizioni successive come Variazione 28a. |
| 29                | Joseph Panny                                                 | 1796–1838       | {\displaystyle {\frac {6}{8}}} | La minore                                            | Allegro con brio         | 68                                             |                                              | |
| 30                | Hieronymus Payer                                             | 1787–1845       | {\displaystyle {\frac {3}{4}}} | Do maggiore                                          | —                        | 64                                             |                                              | |
| 31                | Johann Peter Pixis                                           | 1788–1874       | {\displaystyle {\frac {3}{4}}} | Do maggiore                                          | —                        | 64                                             |                                              | |
| 32                | Wenzel Plachy                                                | 1785–1858       | {\displaystyle {\frac {3}{4}}} | Do maggiore                                          | Con fuoco                | 64                                             |                                              | Organista boemo. |
| 33                | Gottfried Rieger                                             | 1764–1855       | {\displaystyle {\frac {3}{4}}} | Do maggiore                                          | Allegro ma no troppo     | 64                                             |                                              | Direttore musicale di Brno. Scrisse due variazioni, la seconda delle quali fu respinta ma fu stampata nelle edizioni successive come Variazione 33a. |
| 34                | Philipp Jakob Riotte                                         | 1776–1856       | {\displaystyle {\frac {3}{4}}} | Fa minore – Fa maggiore                              | Allegro                  | 92                                             |                                              | |
| 35                | Franz de Paula Roser                                         | 1779–1830       | {\displaystyle {\frac {6}{8}}} | La♭ maggiore                                         | —                        | 32                                             |                                              | Un direttore d'orchestra |
| 36                | Johann Baptist Schenk                                        | 1753–1836       | {\displaystyle {\frac {3}{4}}} | Do maggiore                                          | Moderato                 | 120                                            | Capriccio                                    | |
| 37                | Franz Schoberlechner                                         | 1797–1843       | {\displaystyle {\frac {3}{4}}} | Do maggiore                                          | —                        | 64                                             |                                              | |
| 38                | Franz Schubert                                               | 1797–1828       | {\displaystyle {\frac {3}{4}}} | Do minore                                            | —                        | 64                                             |                                              | La sua variazione è elencata come D. 718 nel catalogo tedesco delle opere di Schubert. |
| 39                | Simon Sechter                                                | 1788–1867       | {\displaystyle {\frac {3}{4}}} | Do maggiore                                          | —                        | 64                                             | Incitatio (o Imitatio) quasi Canone a 3 voci | |
| 40                | "S.R.D." (Arciduca Rodolfo d'Austria)                        | 1788–1831       | {\displaystyle {\frac {3}{4}}} | Do maggiore                                          | Allegro                  | 136                                            | Fuga                                         | "S.R.D." sta per ''Serenissimus Rudolfus Dux'', uno dei titoli di Rudolf. Era un compositore dilettante che era stato uno studente di Beethoven e dedicatario del suo Archduke Trio, Hammerklavier Sonata e Emperor Concerto |
| 41                | Maximilian Stadler                                           | 1748–1833       | {\displaystyle {\frac {3}{4}}} | Do maggiore                                          | —                        | 64                                             |                                              | Compositore, musicologo e pianista austriaco: era amico di Haydn, Mozart, Beethoven e Schubert e terminò molte delle opere incompiute di Mozart. |
| 42                | Joseph von Szalay                                            | 1800–1860       | {\displaystyle {\frac {3}{4}}} | Do maggiore                                          | —                        | 64                                             |                                              | Studente di Förster, Hummel e Antonio Salieri, apparve come pianista all'età di 9 anni. |
| 43                | "Wenzel Johann Tomaschek" (Václav Tomášek)                   | 1774–1850       | {\displaystyle {\frac {3}{4}}} | Do maggiore                                          | Tempo giusto             | 64                                             | Polonaise                                    | |
| 44                | Michael Umlauf                                               | 1781–1842       | {\displaystyle {\frac {3}{4}}} | Do maggiore                                          | Presto                   | 64                                             |                                              | |
| 45                | "Friedrich Dionysius Weber" (Bedřich Diviš Weber)            | 1766–1842       | {\displaystyle {\frac {3}{4}}} | Do maggiore                                          | Con fuoco                | 64                                             |                                              | |
| 46                | Franz Weber                                                  | 1805–1876       | {\displaystyle {\frac {3}{4}}} | Do maggiore                                          | Brillante                | 64                                             |                                              | |
| 47                | Carl Angelus von Winkhler                                    | 1796–1845       | {\displaystyle {\frac {4}{4}}} | Do maggiore                                          | Allegro con fuoco        | 64                                             |                                              | Un compositore dilettante di Pest. |
| 48                | Franz Weiss                                                  | 1778–1830       | {\displaystyle {\frac {3}{4}}} | Do maggiore                                          | —                        | 64                                             |                                              | Violista, membro del Quartetto d'archi Schuppanzigh. |
| 49                | "Johann Nepomuk August Wittasek" (Jan August Vitásek)        | 1770–1839       | {\displaystyle {\frac {3}{4}}} | Do maggiore                                          | Un poco moderato         | 64                                             |                                              | |
| 50                | "Johann Hugo Worzischek" (Jan Václav Voříšek)                | 1791–1825       | {\displaystyle {\frac {3}{4}}} | Do maggiore                                          | —                        | 64                                             |                                              | |
| Coda              | Carl Czerny                                                  | 1791–1857       | {\displaystyle {\frac {3}{4}}} | Si sposta tra varie tonalità, finendo in Do maggiore | Vivace                   | 199                                            |                                              | |

Nota: Alcuni dei compositori coinvolti non diedero indicazioni di tempo; si può presumere che le Variazioni vadano suonate Vivace, come il tema originale.

## Registrazioni ed esecuzioni
Le Variazioni Diabelli di Beethoven sono state registrate ed eseguite innumerevoli volte.
Il resto del Vaterländischer Künstlerverein ha ricevuto pochissima attenzione dalla sua pubblicazione. L'insieme completo è stato registrato da Rudolf Buchbinder e Doris Adam. Ian Fountain ha registrato una selezione di trentatré delle variazioni (riscritta in base all'ordine in cui le ha eseguite durante un concerto di Berlino), preceduta dal tema di Diabelli e conclusasi con la coda di Czerny. Martha Argerich ha eseguito degli estratti in concerto. Nel 2009 il Professor Peter Roennfeldt ha eseguito il gruppo completo a Brisbane, in Australia.